# Aechmea kleinii
Espèce
Classification phylogénétique
Statut de conservation UICN

 EN B2ab(iii) : En danger
Aechmea kleinii est une espèce de plantes à fleurs de la famille des Bromeliaceae, endémique de la forêt atlantique (mata atlântica en portugais) au Brésil.

## Synonymes
- Pothuava kleinii (Reitz) L.B.Sm. & W.J.Kress[1].

## Distribution
L'espèce est endémique des États de Santa Catarina et Rio Grande do Sul à l'extrême sud du Brésil.

## Description
L'espèce est épiphyte.